# Montmoreau-Saint-Cybard
Montmoreau-Saint-Cybard korábbi község Franciaországban, Charente megyében. Lakosainak száma 1082 fő (2018. január 1.). Montmoreau-Saint-Cybard Aignes-et-Puypéroux, Pérignac, Saint-Eutrope, Saint-Laurent-de-Belzagot és Saint-Amant-de-Montmoreau községekkel határos.
2017. január 1-jén négy másik korábbi községgel egyesült és az így létrejött Montmoreau új község része lett.

## Népesség
A település népességének változása:
| Lakosok száma | 1062 | 1061 | 2700 | 1075 | 1082 |
|               | 2013 | 2015 | 2016 | 2017 | 2018 |